# Arbetarskyddsutställningen
Arbetarskyddsutställningen (finska: Työsuojelunäyttely) är en utställnings- och informationscentral i Tammerfors som är underställd social- och hälsovårdsministeriet. 
Arbetarskyddsutställningen grundades ursprungligen 1909 av Vera Hjelt. År 1918 övertogs delar av det då nedlagda Hygieniska museets (grundat 1895) samlingar. Utställningen verkade först enligt senatens, senare statsrådets instruktion fram till 1944, då en särskild förordning om utställningen utfärdades. Den fungerade som en form av socialmuseum i Helsingfors fram till 1973, då den nedlades och samlingarna skingrades. Det material som berörde arbetarskydd hamnade då i Tammerfors genom inrättandet av dåvarande Arbetarskyddsstyrelsen. Där tillkom åter en renodlad arbetarskyddsutställning, vilken 1979 placerades i statens kanslihus. Då Arbetarskyddsstyrelsen upphörde 1993 överfördes utställningen först till arbetsministeriets arbetarskyddsavdelning och 1997 till social- och hälsovårdsministeriets motsvarande avdelning. År 1999 blev utställningen en del av arbetarskyddsdistriktens förvaltning och en nationell enhet placerad i Tavastlands arbetarskyddsdistrikt. Utställningen är indelad i olika avdelningar, bland annat för ergonomi, psykisk hälsa och EU-lagstiftningen inom sektorn.